# Папа (фильм, 2006)
«Папа» (Baabul , хинди  बाबुल ) — мелодрама, снятая в Болливуде и вышедшая в прокат 8 декабря 2006 года.

## Сюжет
Фильм затрагивает специфическую для индийского общества тему — право женщины, потерявшей мужа, на личное счастье.
Авинаш Капур (Салман Хан) встречает молодую художницу Мили Талвар (Рани Мукхерджи) и мечтает жениться на ней, переходя при этом дорогу любящему её музыканту Раджату (Джон Абрахам). Мили выходит замуж за Авинаша, а Раджат, чтобы избавиться от душевных страданий, уезжает за границу и посвящает свою жизнь карьере певца. Мили, родившая сына, очень счастлива в семье Авинаша, но через несколько лет в дом приходит несчастье: Авинаш погибает в автокатастрофе. Для Мили жизнь останавливается в этот момент. Отец Авинаша, Балрадж Капур (Амитабх Баччан), испытывает боль не только от потери сына, но и от мучений своей невестки. Желая снова увидеть её счастливой, он отправляется на поиски Раджата, который до сих пор любит её. Благодаря своей мудрости, Балраджу удаётся снова разбудить любовь в сердце Мили и убедить родственников, что вдова имеет право быть счастливой.

## В ролях
- Амитабх Баччан — Балрадж Капур
- Рани Мукерджи — Малвика Талвар-Капур
- Хема Малини — Шобхана Капур, жена Балраджа
- Салман Хан — Авинаш Капур
- Джон Абрахам — Раджат Верма
- Ом Пури — Балвант Капур, старший брат Балваджа
- Сарика — Пушпа, вдовствующая сестра Балраджа
- Аман Верма — брат Шобханы
- Пармит Сетхи — сын Балванта
- Шарат Саксена — отец Малвики
- Смита Джайкар — мать Малвики
- Раджпал Ядав — слуга
- Шрия Саран — танцовщица в титрах

## Разное
- На съёмках фильма (видео)